# Roodehaan (Het Hogeland)
Roodehaan (Gronings: Roohoan) is een gehucht in de gemeente Het Hogeland in de Nederlandse provincie Groningen. Het ligt ten zuiden van Warfhuizen en ten noorden van Saaksum aan de bocht van het Reitdiep om de zuidelijker gelegen Saaksumerpolder. Het bestaat uit een brug, brugwachterswoning, voormalig veerhuis, camping en nog een paar huizen.

## Geschiedenis
Eeuwenlang kon men hier met een pontveer het Reitdiep oversteken. Het was als zodanig een van de belangrijkste verbindingen tussen Westerkwartier en Hunsingo. Aangekocht vee werd hier overgezet van Hunsingo naar Westerkwartier of ingescheept voor verder transport naar Friesland, Holland of zelfs voor de export naar Engeland.
Het gehucht is vernoemd naar het veerhuis (tevens boerderij), dat reeds in 1622 wordt genoemd. Rond 1800 was dit veerhuis in handen van Jan van Julsingha, die de beschikking had over een roeiboot voor personenvervoer en een schouw voor zware vracht of grotere aantallen personen. In 1825 werd het veerhuis verwoest door een zware februaristorm, maar het werd daarop herbouwd. Later werd Julsinga burgemeester van Leens. In 1898 ging het veerhuis en de boerderij door brand verloren en werden daarop het jaar erop herbouwd. In 1906 werd een draaibrug aangelegd, waardoor het veer overbodig werd en 2 jaar later werd opgeheven. Bij de brug werd in 1906 ook een brugwachterswoning gebouwd. Het veerhuis sloot zijn deuren in 1921. Daarna was het in gebruik als waterschapshuis door waterschap Reitdiep en later werd het een boerderij. Sinds 1947 is het een graanpakhuis (vanaf 1955 coöperatief), eerst voor Centraal Bureau (uit Rotterdam) en vervolgens voor de Aankoop Centrale Groningen, dat in 1981 opging in Aceco, in 1990 in ACM (Aan- en verkoop Coöperatie Meppel) en in 2002 in Agrifirm.
Achter het brugwachtershuis werd later een camping van 2 hectare met een klein jachthaventje aangelegd, direct aan het Reitdiep. In de jaren 2000 werd de camping (na een juridische procedure) uitgebreid en werden er een aantal vakantiehuizen met grasdaken bijgebouwd. Iets voorbij het voormalige veerhuis ligt een coupure in de vroegere slaperdijk met een schotbalkhuisje, waarachter de oude bebouwing van Roodehaan is gelegen; vroeger lag alleen het veerhuis buiten de slaperdijk. Aan de andere zijde van het Reitdiep ligt een trailerhelling en de aardgaslocatie "Saaksum".
Brug en brugwachtershuis zijn aangewezen als industrieel erfgoed. Er zijn echter plannen om de brug te vervangen.

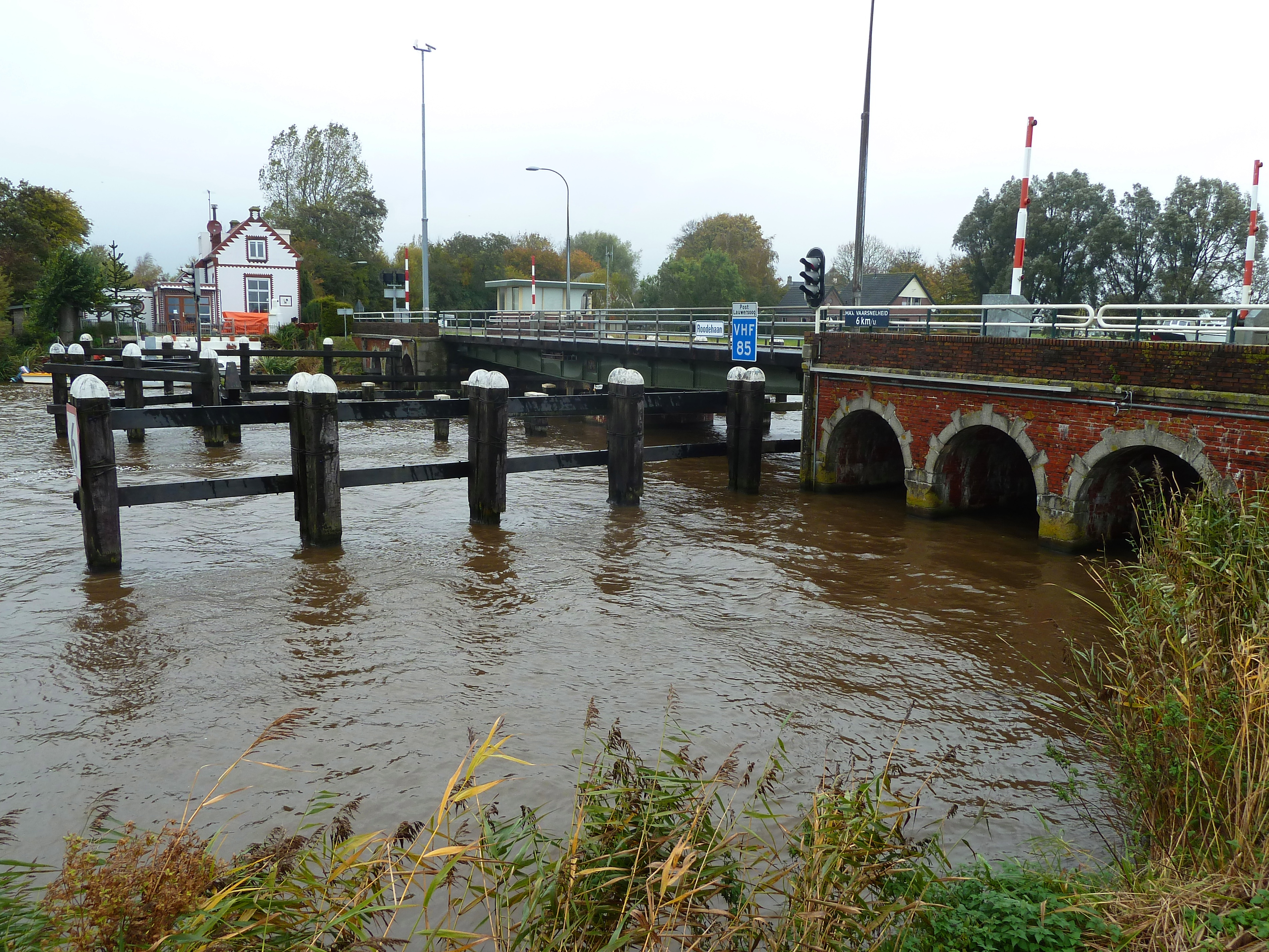
Brug en brugwachtershuisje
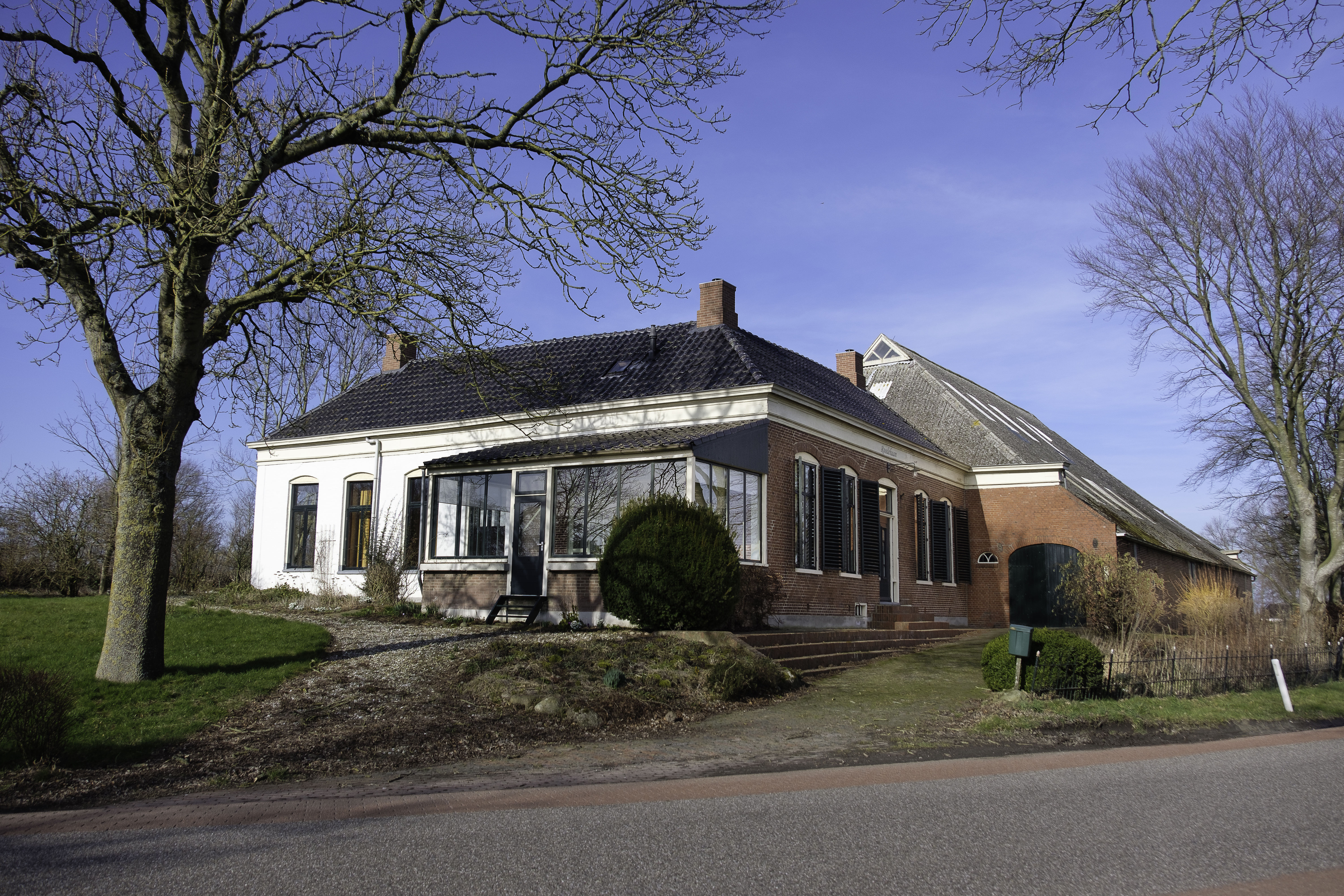
Het voormalige veerhuis, nu voorhuis van een boerderij
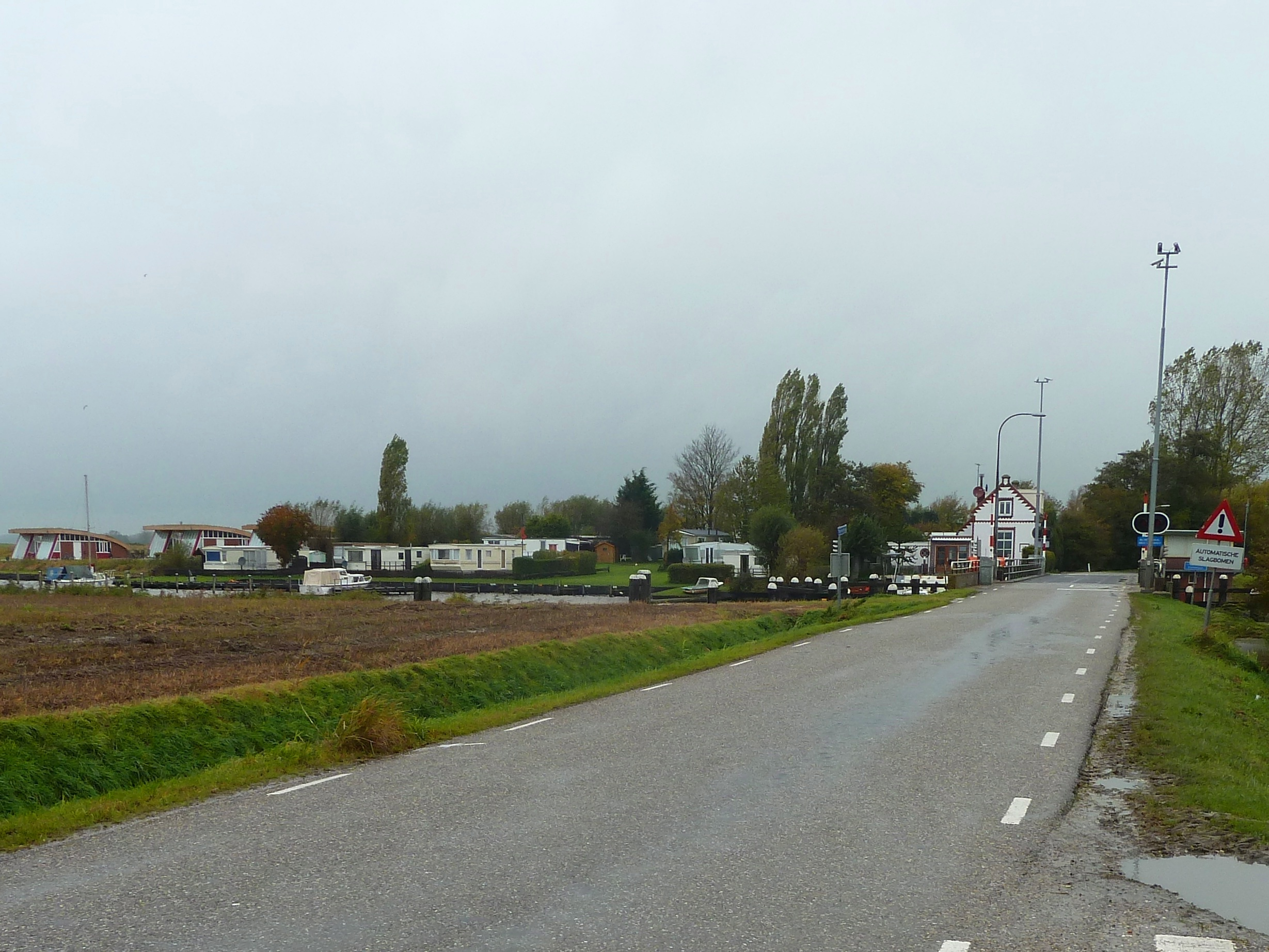
Camping, jachthaven en grasdakwoningen naast de brug
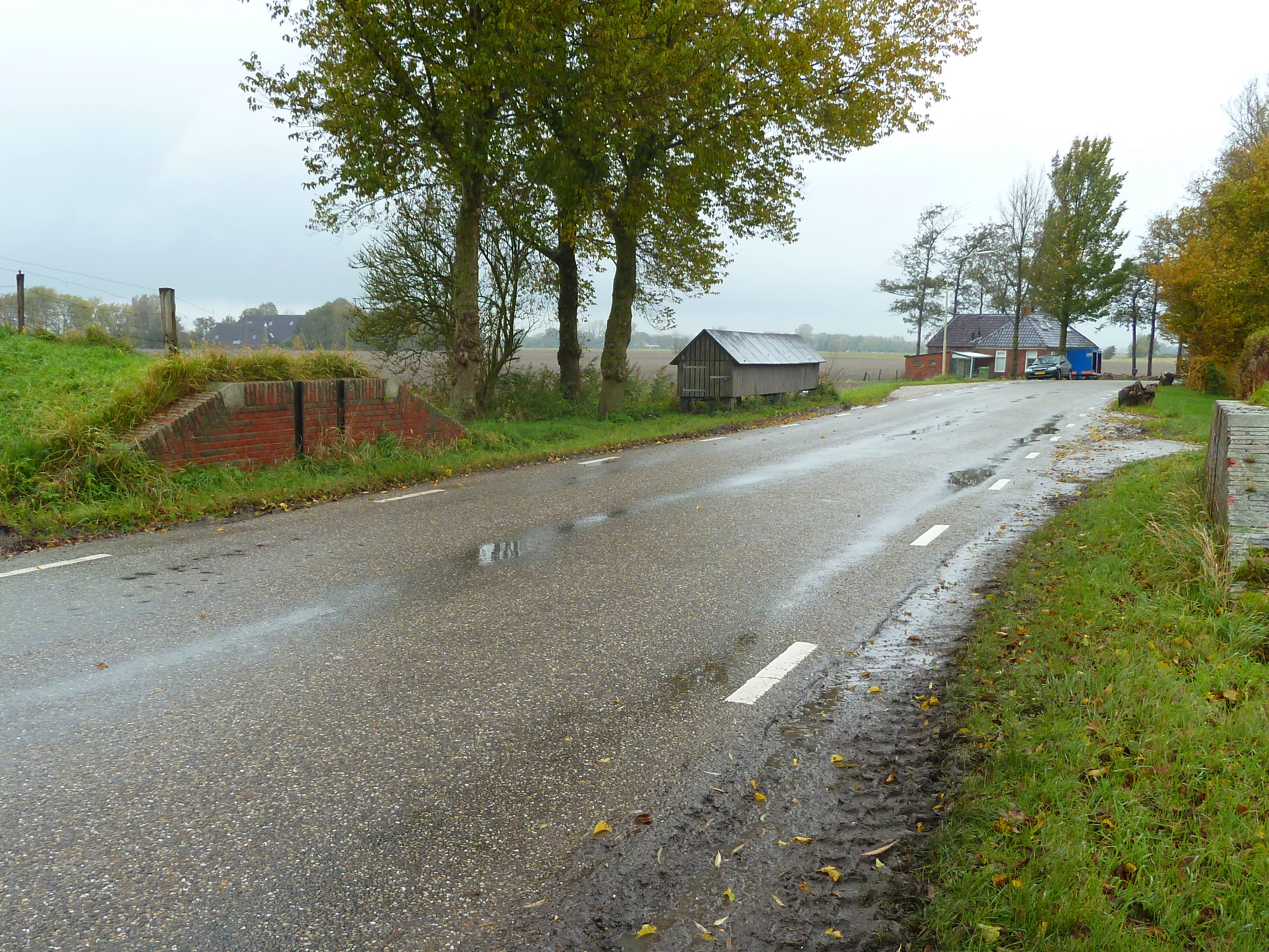
Dijkcoupure en schotbalkhuisje